# Raab (Górna Austria)
Raab – gmina targowa w Austrii, w kraju związkowym Górna Austria, w powiecie Schärding. Według danych Austriackiego Urzędu Statystycznego liczyła 2262 mieszkańców (1 stycznia 2015).